# Anfiso
Anfiso foi um personagem da mitologia grega. Foi filho de Apolo e Dríope, meia-irmã de Íole
Apolo se disfarçou de tartaruga para se aproximar de Dríope, e, quando ela dormiu, Apolo a violentou.
Dríope era a mais belas das virgens da Ecália, única filha do primeiro casamento do pai de Íole e, mesmo tendo sido violentada por Apolo, se casou com Andraemon.
Anfiso, com menos de um ano de idade, estava com sua mãe Dríope quando esta foi colher flores e caiu na armadilha da ninfa Lótis, que havia se transformado em árvore para fugir da luxúria de Príapo. Dríope ficou presa na raiz, e depois foi coberta por lótus; nem Íole nem Andraemon, marido de Dríope, conseguiram salvá-la, porque apenas o seu rosto, com lágrimas saindo dos olhos, manteve a semelhança do que ela era.
Anfiso mais tarde ergueu um templo para seu pai.